# والتر فريمان ويب
والتر فريمان ويب (بالإنجليزية: Walter Freeman Webb)‏ هو عالم طيور أمريكي، ولد في 28 مايو 1869، وتوفي في 1957.